# Maurice et Patapon
Pour l'adaptation, voir Maurice et Patapon (série télévisée d'animation).
Maurice et Patapon est une bande dessinée de Charb en un strip de trois images qui raconte les aventures de Maurice le chien et de Patapon le chat.

## Synopsis
Maurice est un chien bisexuel anarchiste aimant les excréments, la sodomie et le sexe tandis que Patapon est un chat asexuel, fasciste et ultra-libéral, aimant la mort et la souffrance (des autres).

## Commentaires
Les strips sont scatologiques, choquants voire pornographiques.
Le titre de la série ressemble au nom de Maurice Papon.
En 2010, Charb adapte ses personnages au jeune public : C'est pas là qu'on fait caca, livre pour enfants, paraît aux Éditions Les Échappés.

## Albums
- Hors-série no 1 (en bichromie, petit format - Charlie Hebdo, 1999)
- Hors-série no 2 (en bichromie, petit format - Charlie Hebdo, 2000)
- Hors-série no 3 : Déclaration des Droits de l'Homme (Charlie Hebdo, 2005)
- Tome 1 : Coupables, forcément coupables  (ISBN 2842302230) (réédition en couleur du hors-série no 1 - Hoëbeke, 2005)
- Tome 2 : Ça rafraîchit  (ISBN 284230246X) (réédition en couleur du hors-série no 2 - Hoëbeke, 2006)
- Tome 3 : La France qui se lêche tôt (Hoëbeke, 2007)
- Tome 4 : Hausse du pouvoir d'un chat (Hoëbeke, 2009)
- Tome 5 : Ni dieu ni maître! (Hoëbeke, 18 mai 2012)
- Tome 6 : Mariage pour tous (Les Échappés, 2013)
- Livre pour enfants: C'est pas là qu'on fait caca! (Les Échappés, 2010)

## Adaptation
À partir de 2007, certains strips font l'objet d'une adaptation animée. La série Maurice et Patapon est alors créée par Thierry Garance et Juan Rodriguez, en 26 épisodes d'environ 2 minutes, avec les voix de Michel Muller et de Olivier Brocheriou.